# Yatsuda Kosuke
Kosuke Yatsuda (sinh ngày 7 tháng 3 năm 1982) là một cầu thủ bóng đá người Nhật Bản.

## Sự nghiệp câu lạc bộ
Kosuke Yatsuda đã từng chơi cho Sanfrecce Hiroshima, Sagan Tosu, FC Tokyo, Yokohama FC, Tokushima Vortis, SC Sagamihara và Avispa Fukuoka.